# Liljeholmen (Stockholms tunnelbana)
Liljeholmen ist ein teilweise unterirdischer Bahnhof der Stockholmer U-Bahn. Er befindet sich im Stadtteil Liljeholmen. Der Bahnhof wird von der Röda linjen des Stockholmer U-Bahn-Systems sowie von der stadtbahnähnlichen Tvärbana bedient, deren Züge hier straßenbahnartig im öffentlichen Straßenraum verkehren und am nordöstlichen, oberirdischen Eingang des U-Bahnhofes halten. Der Bahnhof selbst befindet sich eher in Tieflage, unterhalb eines Wohnkomplexes. Geländereliefbedingt liegt der Südwestkopf des Bahnhofes teilweise an der Erdoberfläche im Freien. Der Bahnhof ist ein Trennungsbahnhof, hier trennen sich die beiden südwestlichen Streckenäste der röda Linjen nach Fruängen und Norsborg. Zusätzlich zweigt hier die Verbindungsstrecke zum Bw Nyboda ab. Die zentrale Lage macht den Bahnhof zu einem vielfrequentierten im U-Bahn-Netz. An einem normalen Werktag steigen hier durchschnittlich 57.400 Fahrgäste zu und um.
Davon entfallen 36.400 auf die U-Bahn, 12.000 auf die Tvärbana und 15.200 auf Busse.
Die Station wurde am 5. April 1964 in Betrieb genommen, als der erste Abschnitt der Röda linjen zwischen T-Centralen und Fruängen oder Örnsberg eingeweiht wurde. Der Bahnhof wurde in offener Bauweise errichtet. Er liegt zwischen den Stationen Hornstull und Aspudden (T13) oder Midsommarkransen (T14). Bis zum Stockholmer Hauptbahnhof sind es etwa 4 Kilometer.

## Bahnsteige und Verbindungen
Die Bahnsteige verlaufen in Nordost-Südwest-Richtung.
Der U-Bahnhof verfügt über drei Bahnsteige mit vier Gleisen. Der nordwestlichste Bahnsteig hat zwei Bahnsteigkanten für die Züge Richtung Ropsten und Mörby Centrum. Der mittlere Bahnsteig hat eine Kante für von Nordosten her kommende Züge, die hier enden. Züge, die südwestwärts weiter nach Fruängen oder Norsborg fahren, benutzen das Gleis zwischen dem mittleren und dem südöstlichen Bahnsteig, wobei aber nur die Türen zum letzteren Bahnsteig geöffnet werden. Dieser Bahnsteig hat auf der anderen Seite Türen zum ebenfalls tiefliegenden Busbahnhof. Am Südwestende führt der Weg direkt zum Untergeschoss des Einkaufszentrums.
Die Weichenanlage am Südwestende ist relativ umfangreich. Hier teilen sich die Linien T13 und T14, zudem besteht ein Abzweig zum Nybodadepå.
Vom Südwestende führt ein Gang zur Talstation des Nybohovshissen, einer Standseilbahn, die die 37 Meter höher gelegene Siedlung Nybohovsberget versorgt. Diese im Tunnel verlaufende Standseilbahn verfügt über nur einen auf luftbereiften Rädern laufenden Wagen.